# Nora Junco

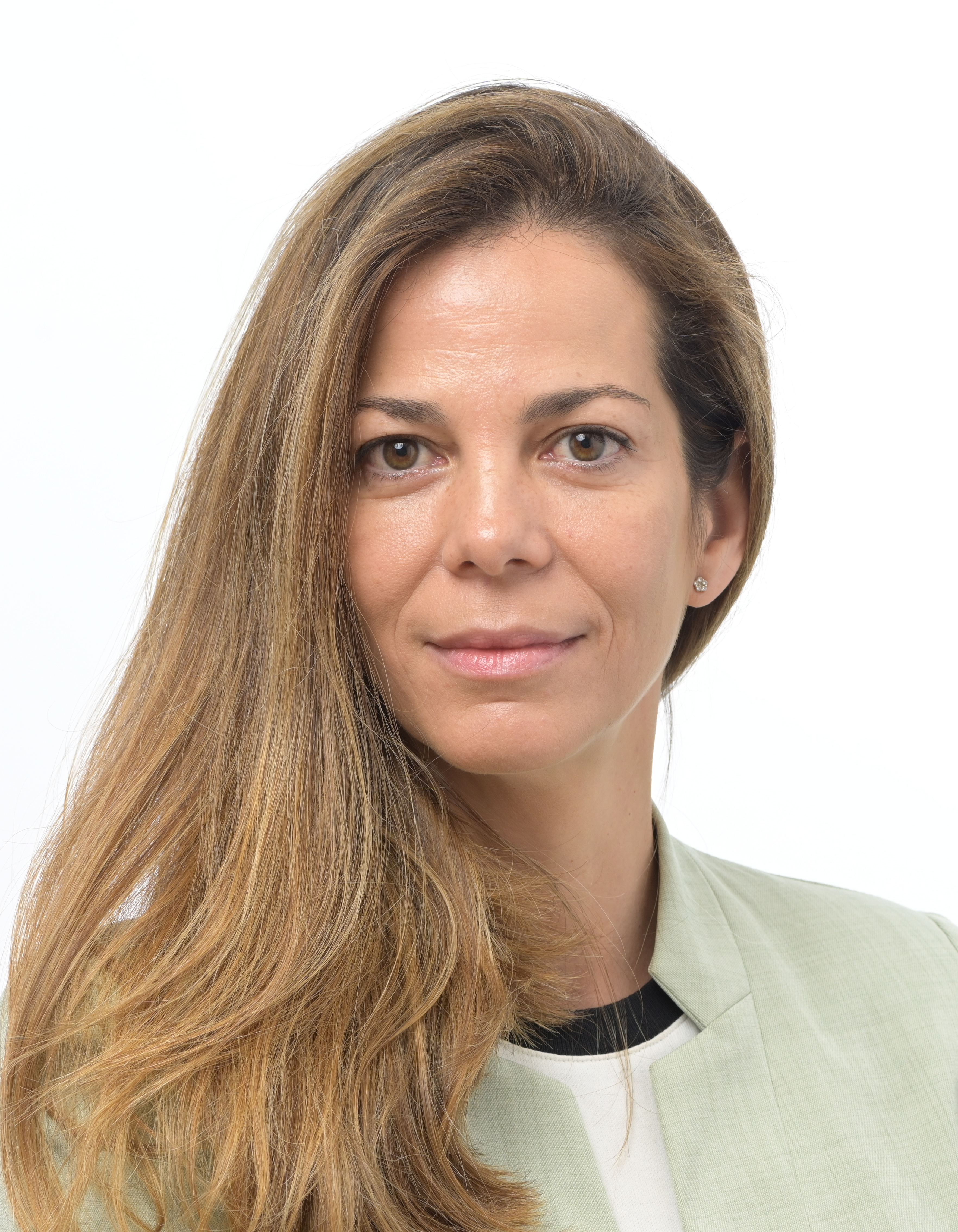
Eurodeputada Nora Junco

Nora Junco García é uma política espanhola que foi eleita para o Parlamento Europeu em 2024 como membro do partido Se Acabó La Fiesta (SALF).
Vários meios de comunicação relataram que pouco se sabia sobre Junco antes da sua eleição. LaSexta mencionou que foi fora do normal que ela e Diego Solier tivessem conseguido ser eleitos sem qualquer publicidade ou campanha.